# Lorenzo Gambara

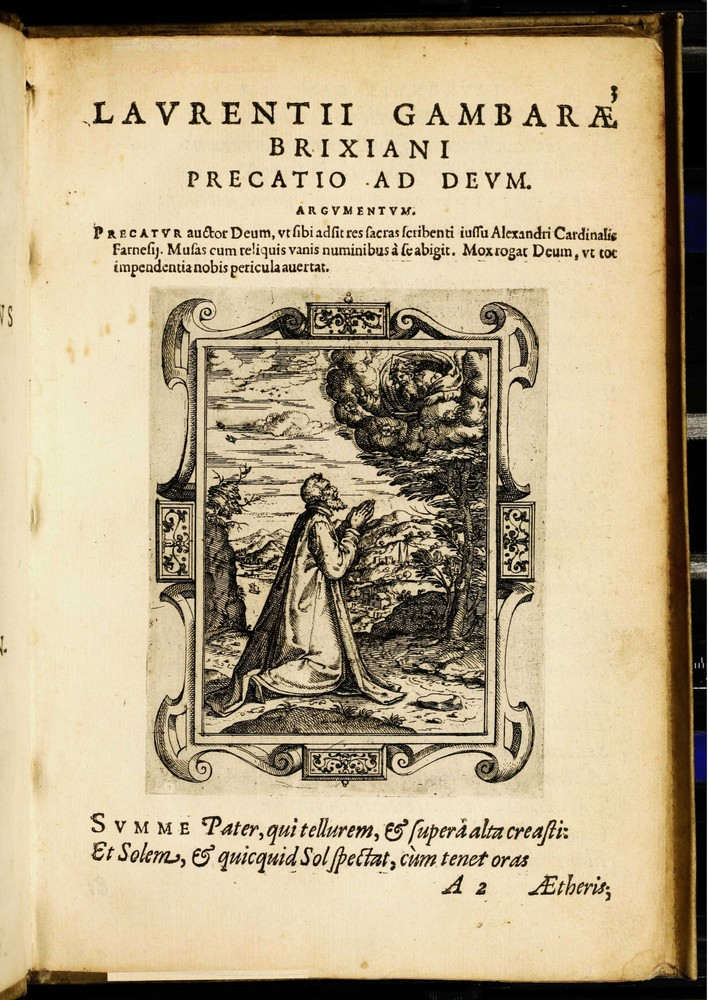
Laurentii Gambarae Brixiani. Precatio ad Deum, página 3 de Rerum Sacrarum Liber, Amberes, ex oficina Christophori Plantini, Amberes, 1577.

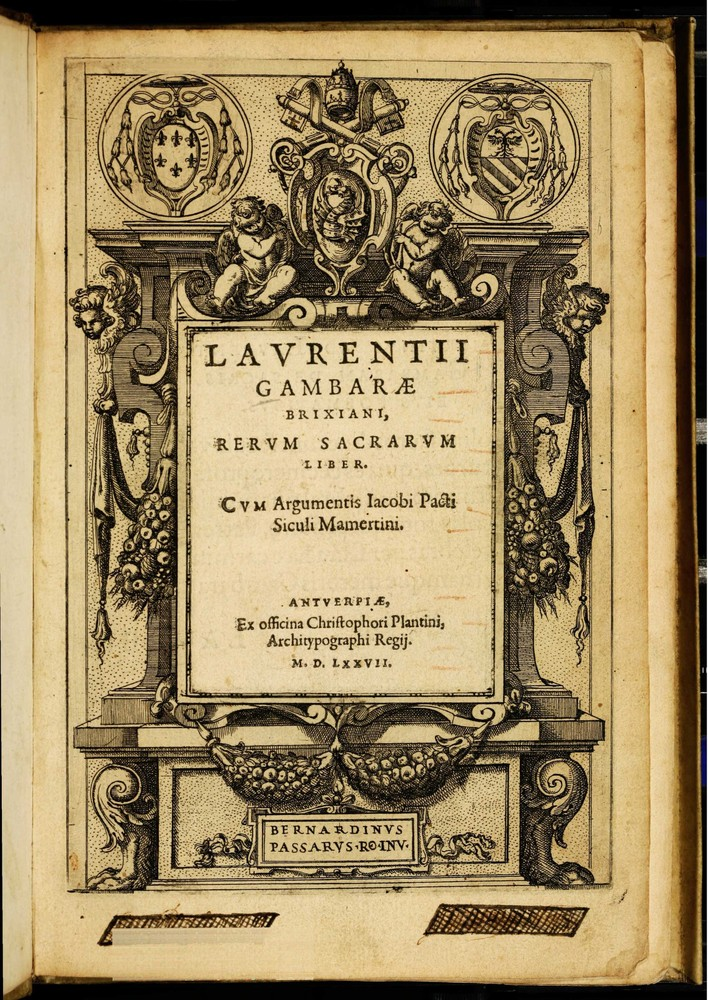
Portada de Rerum sacrarum liber, obra de Lorenzo Gambara impresa en Amberes por Cristóbal Plantino, 1577. Grabado calcográfico firmado por Bernardino Passeri

Lorenzo Gambara (Brescia, c 1496-Roma, 1586) fue un humanista y escritor italiano.

## Biografía y obra
Hijo natural de Gian Francesco Gambara, conde de Pralboino y embajador ante el papa León X, estudió en Padua y, ordenado sacerdote, pasó buena parte de su vida en Roma dedicado al cultivo de las letras, llevando, según el epigrama que le dedicó Juan Verzosa, una vida apacible, gozando de la protección de los poderosos gracias a su carácter alegre. Según el humanista francés Jacques A. de Thou, autor de unas Historiae en latín, murió nonagenario en 1586, lo que ha servido para fijar las fecha aproximada de su nacimiento.
Entre sus mecenas cabe destacar al cardenal Granvela, al que dedicó De navigatione Christophori Columbi libri quattuor  –Los cuatro libros de la navegación de Cristóbal Colón–, largo poema épico que podría haberle sido encargado por Nicolás Perrenot, padre del cardenal, en 1535, a la vuelta del emperador Carlos V de la jornada de Túnez, aunque no se publicaría hasta 1581 y todavía introduciría importantes modificaciones en la segunda edición, aparecida en 1583.
Teniendo como fuente a Pedro Mártir de Anglería, el poema en hexámetros tenía un precedente en la obra poética del propio Gambara que ya en 1553 había publicado una colección de diez églogas marineras, algunas de ellas localizadas en el Nuevo Mundo, titulada Náutica.
Una colección de poesía sagrada, Rerum sacrarum liber, salió en 1577, editada en Amberes en la imprenta de Cristóbal Plantino y bellamente ilustrada por Bernardino Passeri, que firma el grabado de portada. Cultivó también la poesía celebrativa y oportunista en poemas como Ad Deum gratiarum pro victoria de Turcis habita dedicado a la victoria de Lepanto, que vio la luz en Nápoles en 1571, o Caprarola, poema en hexámetros dedicado a otro de sus mecenas, el cardenal Alejandro Farnesio, en el que ofrecía una descripción del célebre palacio Farnesio.
Junto a sus propias producciones poéticas, Gambara publicó traducciones latinas de poetas griegos, como la antología Carmina noven illustrium feminarum dedicada al cardenal Farnesio, y la de los amores pastoriles de Dafnis y Cloe de Longo, que salió publicada en Amberes en 1569, la más célebre de sus traducciones y alguna vez reeditada, aunque también muy criticada por sus errores.